# Киннуйие
Ки́ннуйие (ест. Kõnnujõe küla) — село в Естонії, у волості Тарту повіту Тартумаа.

## Населення
Чисельність населення на 31 грудня 2011 року становила 15 осіб.

## Географія
Через населений пункт проходить автошлях 14108 (Сепа — Кооґі — Лаева).

## Історія
До 25 жовтня 2017 року село входило до складу волості Табівере повіту Йиґевамаа.